# Meletios (Metaxakis)

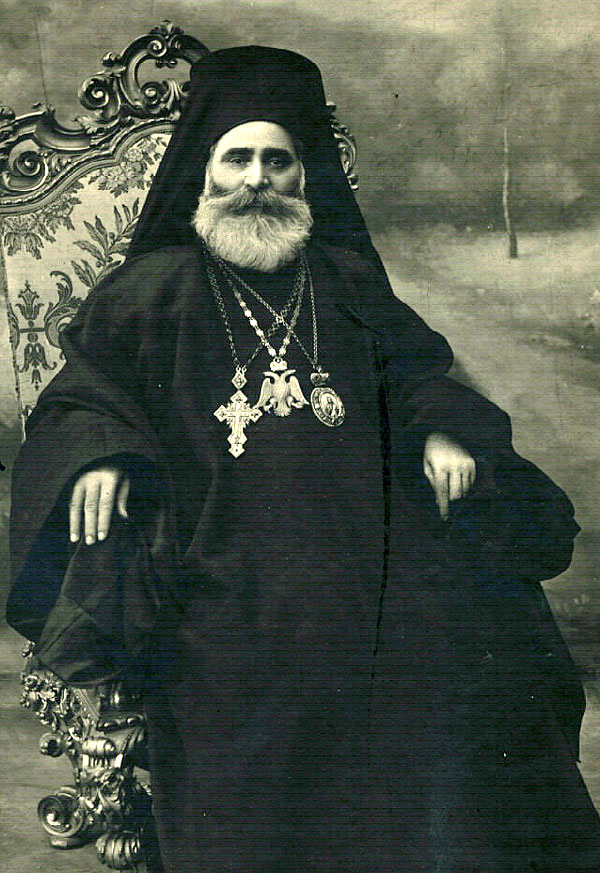
Meletios (Metaxakis) als Patriarch von Konstantinopel (1923)

Meletios (griechisch Μελέτιος; bürgerlicher Name: Emmanouil Metaxakis, griechisch Εμμανουήλ Μεταξάκης; * 21. September 1871 in Parsas auf Kreta; † 28. Juli 1935 in Alexandria) war von 1921 bis 1923 der Ökumenische Patriarch von Konstantinopel als Meletios IV. und danach (von 1926 bis 1935) als Meletios II. griechisch-orthodoxer Patriarch von Alexandrien.

## Leben
Meletios studierte zunächst in Jerusalem und wurde 1891 in Antiochien zum Diakon geweiht. Bis 1909 arbeitete er beim Griechischen Patriarchat von Jerusalem.
1909 besuchte Meletios Zypern, wo er einer Freimaurerloge beitrat. Von 1910 bis 1918 war er Metropolit von Kition. Nach einem gescheiterten Versuch, Zyperns Erzbischof zu werden, begab er sich nach Athen, wo er durch die Hilfe eines Verwandten, dem Premierminister Venizelos, Erzbischof von Athen wurde. Als Venizelos im nächsten Jahr die Wahlen verlor, wurde Meletios von seinem Thron entbunden.
Als Erzbischof von Athen besuchte Meletios Britannien und trat in Verhandlungen über die Einigung mit der anglikanischen Kirche ein. Am 17. Dezember 1921 schrieb der griechische Botschafter in Washington, dass Meletios an einem anglikanischen Gottesdienst in seiner kirchlichen Kleidung teilgenommen habe, sich mit den Anglikanern gebeugt habe, ihren Altar geküsst habe, gepredigt und nach Ende des Dienstes die Angewesenen gesegnet habe. Nachdem sein Fall im November 1921 von einer vom Synod der Hellenischen Kirche einberufenen Kommission untersucht worden war, wurde Meletios verurteilt und von der Hellenischen Kirche verbannt. Am 24. Januar 1922, während der Besetzung von Istanbul, bestieg er den Thron des Patriarchats von Konstantinopel, worauf im September 1922 der Bann aufgehoben wurde. Dem von Meletios einberufenen Panorthodoxen Kongress wohnte der anglikanische Bischof Charles Gore bei, saß dabei rechts von Meletios und beteiligte sich an der Arbeit des Kongresses. Nachdem im Laufe des Kongresses eine Kalenderreform beschlossen worden war, kam es zu Unruhen, bei denen die orthodoxe Bevölkerung Konstantinopels in die Gemächer des Patriarchen eindrang. Der berühmte orthodoxe Theologe Justin Popović beschrieb Meletios als „unglücklichen Patriarchen“, „selbstherrlichen Modernisten, Reformator und Stifter der Zwietracht in der Orthodoxie“. Seine Anerkennung der anglikanischen Ordination, wurde selbst von der katholischen Kirche verurteilt. 1930 hat Meletios an der siebten anglikanischen Lambeth-Konferenz teilgenommen.
Nach der Ausrufung der türkischen Republik 1923 dankte er als Patriarch von Konstantinopel ab. 1926 wurde er Patriarch von Alexandria. Zu seinen Hauptleistungen zählt es, das Patriarchat von Alexandria auf eine neue Basis zu stellen und zahlreiche Probleme, die sich im 19. Jahrhundert angesammelt hatten, zu lösen.
Eine seiner ersten Tätigkeiten war am 15. Mai 1930 die Veröffentlichung der Regularien des Patriarchates von Alexandria. Großen Wert legte er auf das Leben der Metropoliten und der gesamten Gemeinden, die Rituale, Sakramente und auch die rechtlichen Aspekte des täglichen Lebens.
Meletios gründete das Seminar von St. Athanasios. In seiner Zeit als Patriarch lenkte er zehn Metropoliten mit 90 Gemeinden, fünf Klöstern und 107 Gemeindepriestern.
Ihm zu Ehren wurde sein Geburtsort Parsás in der heutigen Gemeinde Ierapetra 1955 in Metaxochóri umbenannt.